# Château Pouget
Le château Pouget, est un domaine viticole de 10 hectares situé à Cantenac en Gironde. En AOC margaux, il est classé quatrième grand cru dans la classification officielle des vins de Bordeaux de 1855.

## Histoire du domaine
En 1650, le domaine Pouget appartenait au chanoine de Saint-Émilion, Étienne Monteil. Il céda le domaine à son frère Martin Monteil dont la petite fille Thérèse Dorlhiac fit de François Antoine Pouget son légataire universel. Bourgeois de Bordeaux et conseiller du Roy, ce dernier donna ainsi son nom au domaine. Il eut une fille, Claire, qui épousa Pierre François de Chavaille, et durant plus d'un siècle, le domaine resta dans la famille Pouget de Chavaille. La Révolution persécuta la famille de Chavaille et mit les biens sous séquestre décidant la mainlevée après adjonction d'une partie des vignes du château au Domaine national.
Depuis 1906, la famille Guillemet en est propriétaire et consacre ses efforts à la mise en valeur de ce grand cru classé. Pierre Guillemet puis son fils Lucien s'attachent tout particulièrement à faire de Pouget un margaux très typé.